# Golfdistriktsförbund
Golfdistriktsförbund, GDF, är Svenska Golfförbundets regionala organisation. GDF:s uppgift är att leda utvecklingen av golfen inom respektive distrikt samt samordna verksamheten mellan klubbar inom distriktet avseende tävlingar, utbildning och banskötsel. GDF ska föra ut information om beslut som tas av Svenska Golfförbundet.
GDF utför även banvärdering för slopesystemet.
I Sverige finns 21 golfdistriktsförbund:
1. Blekinge golfdistriktsförbund
2. Bohuslän-Dals golfdistriktsförbund
3. Dalarnas golfdistriktsförbund
4. Gotlands golfdistriktsförbund
5. Gästrike-Hälsinge golfdistriktsförbund
6. Göteborgs golfdistriktsförbund
7. Hallands golfdistriktsförbund
8. Jämtland-Härjedalens golfdistriktsförbund
9. Medelpads golfdistriktsförbund
10. Norr- och Västerbottens golfdistriktsförbund
11. Skånes golfdistriktsförbund
12. Smålands golfdistriktsförbund
13. Stockholms golfdistriktsförbund
14. Södermanlands golfdistriktsförbund
15. Upplands golfdistriktsförbund
16. Värmlands golfdistriktsförbund
17. Västergötlands golfdistriktsförbund
18. Västmanlands golfdistriktsförbund
19. Ångermanlands golfdistriktsförbund
20. Örebro läns golfdistriktsförbund
21. Östergötlands golfdistriktsförbund